# Julian Alaphilippe
Julian Alaphilippe (Saint-Amand-Montrond, 11 juni 1992) is een Frans wegwielrenner en voormalig veldrijder die sinds 2025 voor Tudor Pro Cycling Team rijdt. In 2020 en 2021 werd hij wereldkampioen wielrennen op de weg. Hij is de broer van wielrenner Bryan Alaphilippe.

## Carrière

### Jeugd
Alaphilippe begon zijn carrière in het veldrijden. Zo werd hij begin 2010 tweede op het wereldkampioenschap, hij moest het in de sprint-à-deux afleggen tegen thuisrijder Tomáš Paprstka. In 2012 en 2013 werd hij nog wel Frans beloftenkampioen, en eind 2012 werd hij derde op het Europees kampioenschap, toch koos Alaphilippe voor de weg.
Dat hij ook een uitstekend wegrenner was bleek in de zomer van 2012: rijdende voor Armée de Terre won hij een etappe en bijna het eindklassement van de Coupe des Nations Ville Saguenay.
In 2013 tekende hij een contract bij Etixx-iHNed, een continentale ploeg uit Tsjechië. Tussen de profs won hij een etappe in de Ronde van Bretagne, en presteerde hij goed op het EK en het WK. Bij de beloften won hij ritten in de Ronde van Thüringen en de prestigieuze Ronde van de Toekomst.

### 2014
Vanaf 2014 kwam hij, net als zijn oud-ploeggenoot bij Etixx-iHNed Petr Vakoč, uit voor Etixx-Quick Step. Hij stak voor het eerst zijn neus aan het venster tijdens de Ronde van Catalonië, dit door in de eerste etappe derde en in de tweede etappe vierde te worden, in de vijfde etappe moest hij zelfs enkel Luka Mezgec laten voorgaan. Tijdens de Ronde van de Ain in augustus boekte hij zijn eerste overwinning, hij won er de slotrit.

### 2015
In 2015 waren de Ardennenklassiekers zijn eerste doel, hij werd zeer verrassend tweede in de Waalse Pijl achter Alejandro Valverde. Enkele dagen later werd hij opnieuw tweede achter Valverde in Luik-Bastenaken-Luik. Vervolgens reed hij de Ronde van Californië, waar hij ritwinst en een tweede plek in het eindklassement behaalde. In oktober werd bij Alaphilippe de ziekte van Pfeiffer geconstateerd. Hij reed het wereldkampioenschap in Richmond om deze reden niet uit.

### 2016
Ook in 2016 werd Alaphilippe tweede in de Waalse Pijl. Hij wist later de Ronde van Californië te winnen. In de Ronde van Frankrijk voerde hij verschillende dagen het jongerenklassement aan. In de tweede rit eindigde hij tweede, achter Peter Sagan. Op de Olympische Spelen behaalde Alaphilippe namens Frankrijk een vierde plaats in de wegrit.

### 2017
Alaphilippe reed in 2017 een succesvolle Parijs-Nice. Hij won hierin een etappe en schreef zowel het puntenklassement als het jongerenklassement op zijn naam. Tijdens de Ronde van het Baskenland liep hij bij een valpartij een blessure aan zijn rechter knieschijf op. Hierdoor kon hij niet deelnemen aan de Ardennenklassiekers en de Ronde van Frankrijk. Later in het jaar reed hij wel de Ronde van Spanje, waarin hij de achtste etappe won. Het was zijn eerste ritzege in een grote ronde.

### 2018
In 2018 won hij zijn eerste klassieker, door in de Waalse Pijl de maat te nemen van Alejandro Valverde. In de Ronde van Frankrijk won hij twee etappes en schreef hij het bergklassement op zijn naam. In augustus won Alaphilippe ook de Clásica San Sebastián.

### 2019
Alaphilippe begon in 2019 sterk met twee etappezeges in de Ronde van San Juan. In maart won hij de Strade Bianche en twee etappes in de Tirreno-Adriatico. Een week later schreef hij Milaan-San Remo op zijn naam. Later in het voorjaar werd hij in de Amstel Gold Race vlak voor de streep ingehaald door onder andere latere winnaar Mathieu van der Poel, maar won enkele dagen later wel voor de tweede keer in zijn carrière de Waalse Pijl.
In de Ronde van Frankrijk schreef hij de derde etappe naar Epernay en de dertiende etappe (individuele tijdrit rond Pau) op zijn naam. Hij droeg tevens 14 dagen de gele trui, die hij definitief moest afstaan na de negentiende etappe. Hij zou uiteindelijk 5de eindigen in het eindklassement. Voor zijn aanvalslustige Tour, kreeg hij ook de Superstrijdlust.

### 2020
Alaphilippe wint een etappe in de Ronde van Frankrijk en wint een week na de Tour het wereldkampioenschap in Imola. In het voorjaar won hij de Brabantse Pijl. In de Ronde van Vlaanderen liep hij breuken op in zijn hand nadat hij in de finale op een motor was gereden.

### 2021
In regenboogtrui wint Alaphilippe de eerste etappe van de Ronde van Frankrijk en draagt één dag de gele trui. In het najaar werd Alaphilippe in Leuven voor de tweede maal op rij wereldkampioen.

### 2022
Door valpartijen is 2022 een teleurstellend seizoen. Tijdens Luik-Bastenaken-Luik komt Alaphilippe zwaar ten val. Landgenoot Romain Bardet, die eveneens betrokken was bij de valpartij, hielp Alaphilippe uit de vijf meter diepe beek. Gezien de toestand van Alaphilippe was dit volgens Bardet een zeer spannende en choquerende situatie. De renner breekt twee ribben, een schouderblad en houdt tevens een klaplong over aan de valpartij. De Fransman miste hierdoor de Ronde van Frankrijk. In de Ronde van Spanje kwam Alaphilippe wederom hard ten val en verlaat voortijdig de wedstrijd.

### 2023
In de start van het seizoen won hij de Faun-Ardèche Classic, in de sprint om de eindzege was hij sneller dan landgenoot David Gaudu. Zijn volgende succes was in het Critérium du Dauphiné, hij won de tweede etappe. In de Ronde van Frankrijk liet hij zich veel zien, hij was zeven etappes actief in de aanval. Verder in het najaar behaalde hij enkel twee top tien klasseringen; hij werd negende in de GP van Quebec en achtste in de Coppa Bernocchi.

### 2024
Zijn twaalfde jaar bij de Belgische ploeg Soudal Quick-Step begon voor Alaphilippe niet voortvarend. In de Strade Bianche van dat jaar kwam hij voor de tweede keer van het seizoen ten val. Na, voor Alaphilippe, een matig voorjaar reed hij in de Ronde van Romandië betere resultaten en kon hier beter meekomen bergop met de klassementsrenners. Als volgt reed hij de Ronde van Italië. In de zesde etappe greep hij net naast de zege; hij moest Pelayo Sánchez voor zich laten. In de 12e etappe zat hij voor de vierde maal mee in de vlucht. Hij reed lange tijd met de Italiaan Mirco Maestri aan de kop van de wedstrijd. Op de laatste klim van deze etappe moest Maestri lossen. Alaphilippe kon geen tegenstand meer dulden van Jhonatan Narváez en Quinten Hermans en reed zodoende solo naar de finish. Door deze etappezege volbracht hij als tiende Franse renner de trilogie van etappezeges in Grote Rondes.

## Palmares

### Overwinningen
2012 - 1 zege
- 2e etappe Coupe des Nations Ville Saguenay
- Jongerenklassement Coupe des Nations Ville Saguenay

2013 - 3 zeges
- 4e etappe Ronde van Bretagne
- Grand Prix Südkärnten
- 7e etappe Ronde van de Toekomst
- Puntenklassement Ronde van de Toekomst

2014 - 1 zege
- 4e etappe Ronde van de Ain
- Puntenklassement Ronde van de Ain
- Jongerenklassement Ronde van de Ain

2015 - 1 zege
- 7e etappe Ronde van Californië
- Jongerenklassement Ronde van Californië

2016 - 2 zeges
- 3e etappe Ronde van Californië
- Eindklassement Ronde van Californië
- Jongerenklassement Critérium du Dauphiné

2017 - 2 zeges
- Jongerenklassement Ronde van Abu Dhabi
- 4e etappe (individuele tijdrit) Parijs-Nice
- Puntenklassement Parijs-Nice
- Jongerenklassement Parijs-Nice
- 8e etappe Ronde van Spanje

2018 - 12 zeges
- 4e etappe Colombia Oro y Paz
- 1e en 2e etappe Ronde van het Baskenland
- Waalse Pijl
- 4e etappe Critérium du Dauphiné
- 10e en 16e etappe Ronde van Frankrijk
- Bergklassement Ronde van Frankrijk
- Clásica San Sebastián
- 3e etappe Ronde van Groot-Brittannië
- Eindklassement Ronde van Groot-Brittannië
- 1e etappe Ronde van Slowakije
- Eindklassement Ronde van Slowakije

2019 - 13 zeges
- 2e en 3e etappe Ronde van San Juan
- 5e etappe Tour Colombia
- Puntenklassement Tour Colombia
- Strade Bianche
- 2e en 6e etappe Tirreno-Adriatico
- Milaan-San Remo
- 2e etappe Ronde van het Baskenland
- Waalse Pijl
- 6e etappe Critérium du Dauphiné
- Bergklassement Critérium du Dauphiné
- 3e en 13e (individuele tijdrit) etappe Ronde van Frankrijk
- Prijs van de strijdlust Ronde van Frankrijk

2020 - 3 zeges
- 2e etappe Ronde van Frankrijk
- Wereldkampioen op de weg, Elite
- Brabantse Pijl

2021 - 4 zeges
- 2e etappe Tirreno-Adriatico
- Waalse Pijl
- 1e etappe Ronde van Frankrijk
- Wereldkampioen op de weg, Elite

2022 - 2 zeges
- Puntenklassement Ronde van de Provence
- 2e etappe Ronde van het Baskenland
- 1e etappe Ronde van Wallonië

2023 - 2 zeges
- Faun-Ardèche Classic
- 2e etappe Critérium du Dauphiné

2024 - 3 zeges
- 12e etappe Ronde van Italië
- 3e etappe Ronde van Slowakije
- Puntenklassement Ronde van Slowakije
- 4e etappe Ronde van Tsjechië

### Resultaten in voornaamste wedstrijden
| Jaar | Ronde van Italië | Ronde van Frankrijk | Ronde van Spanje |
| ---- | ---------------- | ------------------- | ---------------- |
| 2014 |                  |                     |                  |
| 2015 |                  |                     |                  |
| 2016 |                  | 41e                 |                  |
| 2017 |                  |                     | 68e (1)          |
| 2018 |                  | 33e (2)             |                  |
| 2019 |                  | 5e (2)              |                  |
| 2020 |                  | 36e (1)             |                  |
| 2021 |                  | 30e (1)             |                  |
| 2022 |                  |                     | opgave           |
| 2023 |                  | 33e                 |                  |
| 2024 | 48e (1)          |                     |                  |
| 2025 |                  | 56e                 |                  |

| Jaar | Milaan-San Remo | Ronde van Vlaanderen | Amstel Gold Race | Luik-Bast.‑Luik | Ronde van Lombardije | Brabantse Pijl | Waalse Pijl | Strade Bianche |  | WK op de weg |  | Wereldranglijsten |
| ---- | --------------- | -------------------- | ---------------- | --------------- | -------------------- | -------------- | ----------- | -------------- |  | ------------ |  | ----------------- |
| 2014 |                 |                      | opgave           |                 | opgave               | 14e            |             |                |  |              |  | 93e (UWT)         |
| 2015 |                 |                      | 7e               | ↑               |                      | 19e            | ↑           |                |  | opgave       |  | 28e (UWT)         |
| 2016 |                 |                      | 6e               | 23e             | 60e                  | 8e             | ↑           |                |  |              |  | 29e (UWT)         |
| 2017 | ↑               |                      |                  |                 | ↑                    |                |             |                |  | 10e          |  | 18e (UWT)         |
| 2018 | 35e             |                      | 7e               | 4e              |                      |                | ↑           |                |  | 8e           |  | 8e (UWT)          |
| 2019 | ↑               |                      | 4e               | 16e             |                      | ↑              | ↑           | ↑              |  | 28e          |  | (UWR)             |
| 2020 | ↑               | opgave               |                  | 5e              |                      | ↑              |             | 24e            |  | ↑            |  | 6e (UWR)          |
| 2021 | 16e             | 42e                  | 6e               | ↑               | 6e                   |                | ↑           | ↑              |  | ↑            |  |                   |
| 2022 |                 |                      |                  | opgave          | 51e                  | opgave         | 4e          | 58e            |  | 51e          |  |                   |
| 2023 | 11e             | 51e                  |                  | 86e             | 36e                  |                |             | 43e            |  | opgave       |  |                   |
| 2024 | 9e              | 70e                  |                  |                 |                      |                |             | opgave         |  | opgave       |  |                   |
| 2025 | 42e             |                      | 20e              | 58e             |                      |                | 22e         |                |  |              |  |                   |

### Resultaten in kleinere rondes
| Jaar | Tour Down Under | Parijs-Nice | Tirreno-Adriatico | Ronde van Catalonië | Ronde van het Baskenland | Ronde van Zwitserland | Ronde van Romandië | Critérium du Dauphiné | Ronde van Californië |
| ---- | --------------- | ----------- | ----------------- | ------------------- | ------------------------ | --------------------- | ------------------ | --------------------- | -------------------- |
| 2014 | 68e             |             |                   | 83e                 |                          |                       |                    | 57e                   |                      |
| 2015 |                 | 43e         |                   | opgave              |                          |                       | opgave             | opgave                | ↑ (1)                |
| 2016 |                 |             |                   | opgave              |                          |                       |                    | 6e                    | ↑ (1)                |
| 2017 |                 | 5e (1)      |                   |                     | opgave                   |                       |                    |                       |                      |
| 2018 |                 | 18e         |                   |                     | 35e (2)                  |                       |                    | 21e (1)               |                      |
| 2019 |                 |             | 6e (2)            |                     | opgave (1)               |                       |                    | 35e (1)               |                      |
| 2020 |                 | 16e         |                   |                     |                          |                       |                    | 24e                   |                      |
| 2021 |                 |             | 41e (1)           |                     |                          | opgave                |                    |                       |                      |
| 2022 |                 |             | 33e               |                     | 24e (1)                  |                       |                    |                       |                      |
| 2023 |                 |             | 30e               |                     |                          |                       |                    | 10e (1)               |                      |
| 2024 | 6e              |             | 62e               |                     |                          |                       | 33e                |                       |                      |
| 2025 |                 | 44e         |                   |                     | opgave                   | 5e                    |                    |                       |                      |

## Ploegen
- 2013 –  Etixx-iHNed
- 2014 –  Omega Pharma-Quick-Step
- 2015 –  Etixx-Quick Step
- 2016 –  Etixx-Quick Step
- 2017 –  Quick-Step Floors
- 2018 –  Quick-Step Floors
- 2019 –  Deceuninck–Quick-Step
- 2020 –  Deceuninck–Quick-Step
- 2021 –  Deceuninck–Quick-Step
- 2022 –  Quick Step-Alpha Vinyl
- 2023 –  Soudal-Quick Step
- 2024 –  Soudal-Quick Step
- 2025 –  Tudor Pro Cycling Team

Alaphilippe · Bouvry · Hník · D. Hoelgaard · M. Hoelgaard · Konrad · Koudela · Sénéchal · Spokes · Vakoč · Verhelst · Wiśniowski · Rumac (stagiair)
Alaphilippe · Bakelants · Boonen · Brambilla · Cavendish · De Gendt · De Weert · Fenn · Gołaś · Keisse · Kwiatkowski  · Maes · Martin   · Meersman · Pauwels · Petacchi · Poels · Renshaw · Serry · Steegmans · Štybar · Terpstra · Trentin · Urán · Vakoč · Vandenbergh · Van Keirsbulck · M. Velits · Vermote · Verona
Alaphilippe · Boonen · Bouet · Brambilla · Cavendish · de la Cruz · Gołaś · Keisse · Kwiatkowski  · Lampaert · Maes · Martin · Meersman · Renshaw · Sabatini · Serry · Štybar · Terpstra · Trentin · Urán · Vakoč · Vandenbergh · Van Keirsbulck · M. Velits · Vermote · Verona · Wisniowski · Contreras (stagiair) · Gaviria (stagiair)
Alaphilippe · Boonen · Bouet · Brambilla · Contreras · de la Cruz · De Plus · Gaviria · Jungels · Keisse · Kittel · Lampaert · Maes · D. Martin · T. Martin   · Martinelli · Meersman · Richeze · Sabatini · Serry · Štybar · Terpstra · Trentin · Vakoč · Vandenbergh · Van Keirsbulck · Velits · Vermote · Verona · Wiśniowski · Costa (stagiair) · García (stagiair) · Sisr (stagiair)
Alaphilippe · Bauer · Boonen (tot 09/04) · Brambilla · Capecchi · Cavagna · de la Cruz · De Plus · Declercq · Devenyns · Gaviria · Gilbert · Jungels · Keisse · Kittel · Lampaert · Martin · Martinelli · Mas · Richeze · Sabatini · Schachmann · Serry · Štybar · Terpstra · Trentin · Vakoč · Velits · Vermote · Hodeg (stagiair) · Kasperkiewicz (stagiair)
Alaphilippe · Asgreen · Capecchi · Cavagna · De Plus · Declercq · Devenyns · Gaviria · Gilbert · Hodeg · Jakobsen · Jungels · Keisse · Knox · Lampaert · Martinelli · Mas · Mørkøv · Narváez · Richeze · Sabatini · Schachmann  · Sénéchal · Serry · Štybar · Terpstra · Vakoč · Viviani
Alaphilippe · Asgreen · Capecchi · Cavagna · Declercq · Devenyns · Evenepoel   · Gilbert · Hodeg · Honoré · Jakobsen · Jungels · Keisse · Knox · Lampaert · Martinelli · Mas · Mørkøv · Richeze · Sabatini · Sénéchal · Serry · Štybar · Vakoč · Viviani 
Alaphilippe  · Almeida · Archbold · Asgreen · Bagioli · Ballerini · Bennett · Cattaneo · Cavagna · Declercq · Devenyns · Evenepoel   · Garrison · Hodeg · Honoré · Jakobsen · Jungels · Keisse · Knox · Lampaert · Masnada · Mørkøv · Sénéchal · Serry · Steels · Steimle · Štybar · Van Lerberghe · Quinn (stagiair) · Vansevenant (stagiair)
Alaphilippe  · Almeida · Archbold · Asgreen · Bagioli · Ballerini · Bennett · Cattaneo · Cavagna · Cavendish · Černý · Declercq · Devenyns · Evenepoel · Garrison · Hodeg · Honoré · Jakobsen · Keisse · Knox · Lampaert · Masnada · Mørkøv · Sénéchal · Serry · Steels · Steimle · Štybar · Van Lerberghe · Vansevenant · Osborne (stagiair) · Van Tricht (stagiair)
Alaphilippe  · Asgreen · Bagioli · Ballerini · Cattaneo · Cavagna · Cavendish · Černý · Declercq · Devenyns · Evenepoel  · Honoré · Jakobsen  · Keisse · Knox · Lampaert · Masnada · Mørkøv · Schmid · Sénéchal · Serry · Steels · Steimle · Štybar · Svrček (vanaf 1/7) · Van Lerberghe · Van Tricht · Van Wilder · Vansevenant · Vernon · Vervaeke · Raccani (stagiair)
Alaphilippe · Asgreen · Bagioli · Ballerini · Cattaneo · Cavagna · Černý · Declercq · Devenyns · Evenepoel    · Hirt · Jakobsen  · Knox · Lampaert · Masnada · Merlier · Mørkøv · Pedersen · Schmid · Sénéchal · Serry · Steimle · Svrček · Van Lerberghe · Van Tricht · Van Wilder · Vansevenant · Vernon · Vervaeke
Alaphilippe · Asgreen · Bastiaens · Cattaneo · Černý · Evenepoel      · Gelders · Hirt · Huby · Knox · Lampaert · Lamperti · Landa · Lecerf · Magnier · Masnada · Merlier · Moscon · Pedersen · Reinderink · Serry · Svrček · Van Lerberghe · Van Wilder · Vangheluwe · Vansevenant · Vervaeke · Warlop
- Bibliothèque nationale de France: cb17844167v (data)
- International Standard Name Identifier: 0000 0004 7874 8879
- MusicBrainz: 187bbc65-1032-4031-a9d3-7be983355059
- Nederlandse Thesaurus van Auteursnamen: 43491889X
- Système universitaire de documentation: 260203378
- Virtual International Authority File: 8850157342856310100001